# Висільна петля

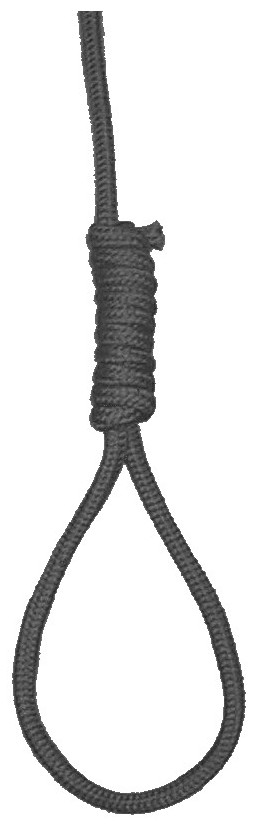
Висільна петля

Висільна петля (вісільний вузол, зашморг, петля/вузол Лінча) — вид морського вузла, що належить до самозатяжних петель.

## Використання в морській справі
У морській справі використовується при тимчасовому кріпленні троса до плаваючих у воді предметів або при накиданні та кріпленні троса до якогось предмета на березі. Одна з найміцніших і найнадійніших самозатяжних петель. Її щільно прилягаючі один до одного завитки забезпечують хороші амортизаційні і ковзально-захоплюючі властивості. Цей вузол має перевагу навіть перед таким хорошим вузлом, як зашморг з півштиками, тому що ходовий кінець троса не може вислизнути з петлі в разі її ослаблення, і тому зашморг вважається більш надійним.

## Інші сфери застосування
Може бути використана при риболовлі для з'єднання волосіні і снастей, а також як кидальний вантаж.
Петля може використовуватися для страти через повішення, звідки і отримала свою назву. Особливо поширене таке її використання в минулому — так, в США вона стійко асоціюється з судом Лінча, і за часів сегрегації петлю вивішували в громадських місцях для залякування чорношкірого населення. Публічний показ петлі і зараз вважається в США розпалюванням расової ненависті і в ряді штатів карається штрафами.